# 国家公務員の留学費用の償還に関する法律
国家公務員の留学費用の償還に関する法律（こっかこうむいんのりゅうがくひようのしょうかんにかんするほうりつ、平成18年6月14日法律第70号）は、国家公務員の留学費用の償還に関する日本の法律である。

## 概要
国家公務員の留学費用の償還に関し必要な事項を定めること等により、国家公務員の留学及びこれに相当する研修等について、その成果を公務に活用させるようにするとともに、国民の信頼を確保し、もって公務の能率的な運営に資することを目的としている。
留学中か留学を終えてから5年以内（休職期間や停職期間を除く）に退職した職員に対し、以下の例外を除いて留学費用の返済を義務づけている。
- 死亡により職員でなくなった場合
- 職務中の負傷や疾病で分限免職された場合
- 人員削減により分限免職された場合
- 定年で退職した場合
- 任期を定めて採用された職員が当該任期が満了したことにより退職した場合